# فيني ويلان
فيني ويلان (بالإنجليزية: Vinny Whelan)‏ هو لاعب كرة قدم أيرلندي، ولد في 22 يونيو 1989 في دبلن في جمهورية أيرلندا. لعب مع نادي ريكسهام.